# Joshua Schachter

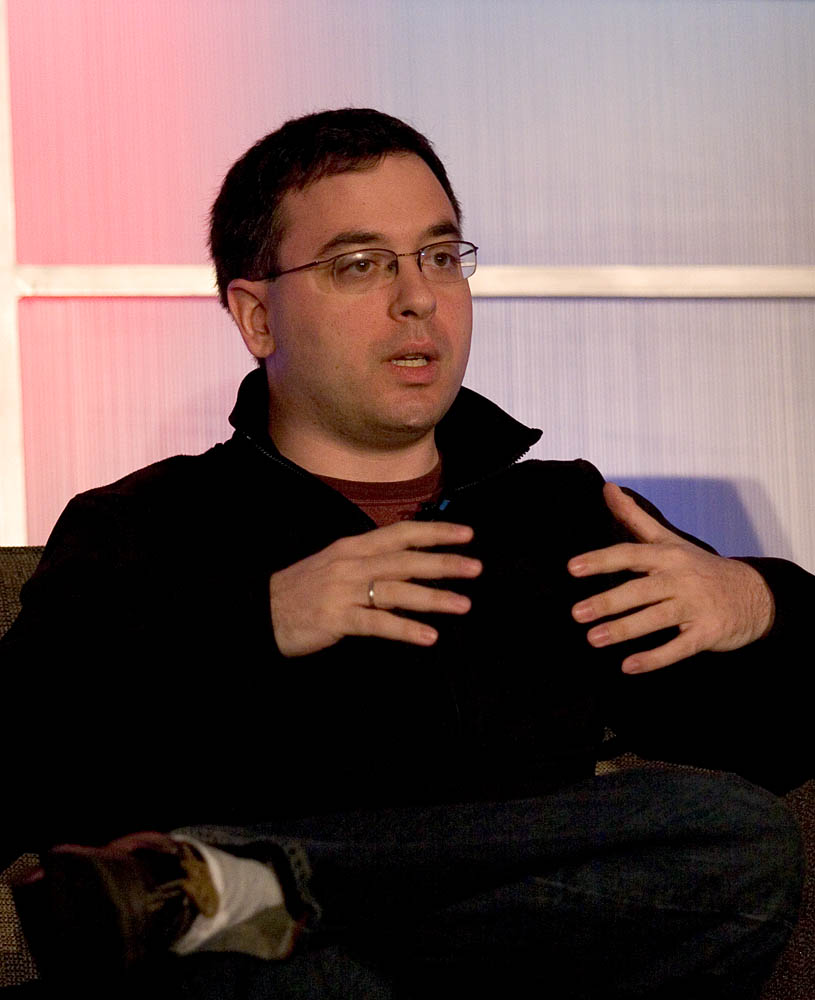
Joshua Schachter.

Joshua Schachter ( * 1974 ) es el creador del.icio.us, GeoURL y Memepool. Fue introductor del uso de los tags para etiquetar marcadores sociales.
Desde el 29 de marzo de 2005 se dedica a tiempo completo a del.icio.us, servicio comprado por Yahoo! el 9 de diciembre de 2005.